# Liberchies
Liberchies es una pequeña población de Valonia perteneciente a la comuna de Pont-à-Celles, Provincia de Henao, Bélgica. Liberchies es el pueblo donde nació el guitarrista de jazz manouche o gitano Django Reinhardt.
- Datos: Q2371918
- Multimedia: Liberchies / Q2371918

1. ↑  Worldpostalcodes.org, código postal n.º 6238.